# Morgan Bourc'his
Morgan Bourc’his, né le 7 avril 1978 à Tours, est un apnéiste de haut niveau français.

## Biographie
Né le 4 avril 1978 à Tours, son père est professeur de sport et sa mère infirmière. Ancien nageur et basketteur, il commence l’apnée assez tard en 1999 à 21 ans pendant ses études universitaires de STAPS à l'université de Poitiers (où il étudie de 1996 à 2000) puis Marseille, dans un but scientifique. Il commence à travailler sur la physiologie cardio-vasculaire de cette discipline sportive naissante, tout en se consacrant à un entraînement afin de devenir son propre sujet d’expérience et comprendre les réponses et les adaptations de l’organisme.
Après avoir pratiqué l’apnée en tant que loisir, il intègre une démarche personnelle de haut niveau en 2003 et rejoint l’équipe de France AIDA en 2005. Depuis, il a disputé neuf championnats du monde avec une consécration en 2008 où il obtiendra le titre de champion du monde par équipe en Égypte avec Guillaume Néry et Christian Maldamé. Apnéiste complet, il est spécialiste des disciplines sans palme.
Il participe en parallèle à l'essor de l'apnée sur Marseille en devenant moniteur au sein des deux fédérations d'apnée en France (AIDA et FFESSM) auprès des clubs Massilia sub et YCPR.
Amateur, il est professeur d'EPS en milieu spécialisé pour adolescents.

## Parcours sportif
- 1999 – Il commence l’apnée en piscine à la ganterie de Poitiers.
- 2000 – Il crée à Marseille une section apnée au sein du club Massilia sub.
- 2001 – Première compétition nationale à Marseille.
- 2003 – Première compétition internationale à Limassol (Chypre). Il intègre le club du YCPR à Marseille.
- 2005 – Première sélection en équipe de France pour son premier championnat du monde individuel à Renens (Suisse).
- 2006 – Sélectionné en équipe de France pour le championnat du monde d’apnée par équipe et médaillé de bronze à Hurghada (Égypte).
- 2007 – Il établit un record de France en poids constant sans palme à Marseille et se sélectionne en équipe de France pour les championnats du monde individuels en piscine et en mer. Il ne participera qu’au second à Charm el-Cheikh (Égypte). Il manque de peu la médaille de bronze en poids constant sans palme.
- 2008 – Sélectionné en équipe de France pour le championnat du monde d’apnée par équipe et médaillé d’or à Sharm-el-Sheikh (Égypte).
- 2009 – Vice-champion de France FFESSM d’apnée. Sélectionné au Championnat du monde individuel piscine à Aarhus (Danemark), il dispute deux finales en apnée dynamique avec, et sans palme. Sélectionné au championnat du monde individuel en mer à Long Island (Bahamas), il termine 4e au poids constant sans palme avec un nouveau record de France.
- 2010 – Sélectionné pour le championnat du monde d’apnée par équipe à Okinawa (Japon), il termine 4e avec l’équipe de France.
- 2011 – Il établit un record de France en apnée dynamique sans palme à La Ciotat avec 175 m. Sélectionné pour le championnat du monde individuel à Kalamata (Grèce). Il obtient la médaille de bronze en poids constant sans palme en battant le record de France à -80m.
- 2012 – Sélectionné en équipe de France pour le championnat du monde d'apnée par équipe et vice-champion du monde à Nice (France). Il établit un record d'Europe en poids constant sans palmes à -88m et devient le deuxième homme le plus profond du monde dans cette discipline à l'occasion de la compétition "VerticalBlue" aux Bahamas[3]. Il passera aussi la barre des -100m en poids constant.
- 2013 – Champion du monde et record de France, en poids constant sans palmes : -89m, à Kalamata (Grèce). Il termine 4e du poids constant après une descente à 105m.
- 2019 – Champion du monde et record de France, en poids constant sans palmes : -91m, à Villefranche-sur-Mer (France).

## Performances individuelles en compétition
- Apnée statique  → 6 min 46 s (Japon).
- Apnée dynamique → 227 m (France).
- Apnée dynamique sans palmes → 188 m (France).
- Poids constant → -109 m (Grèce).
- Poids constant sans palmes → -91 m (France).
- Immersion libre → -104 m (Bahamas).

## Équipe et moyens techniques
- Massilia sub et YCPR – clubs d’attache à Marseille, partenaires logistiques.
- Cercle des Nageurs de Marseille.
- Florent Pascal – partenaire d’entraînement et ancien recordman de France en immersion libre (-88m).
- Oleg Pudov – entraîneur de nage avec palme au Pays d'Aix Natation.
- François Valty – ostéopathe.
- Philippe Le Tilly – kinésithérapeute.